# Emil Dittler

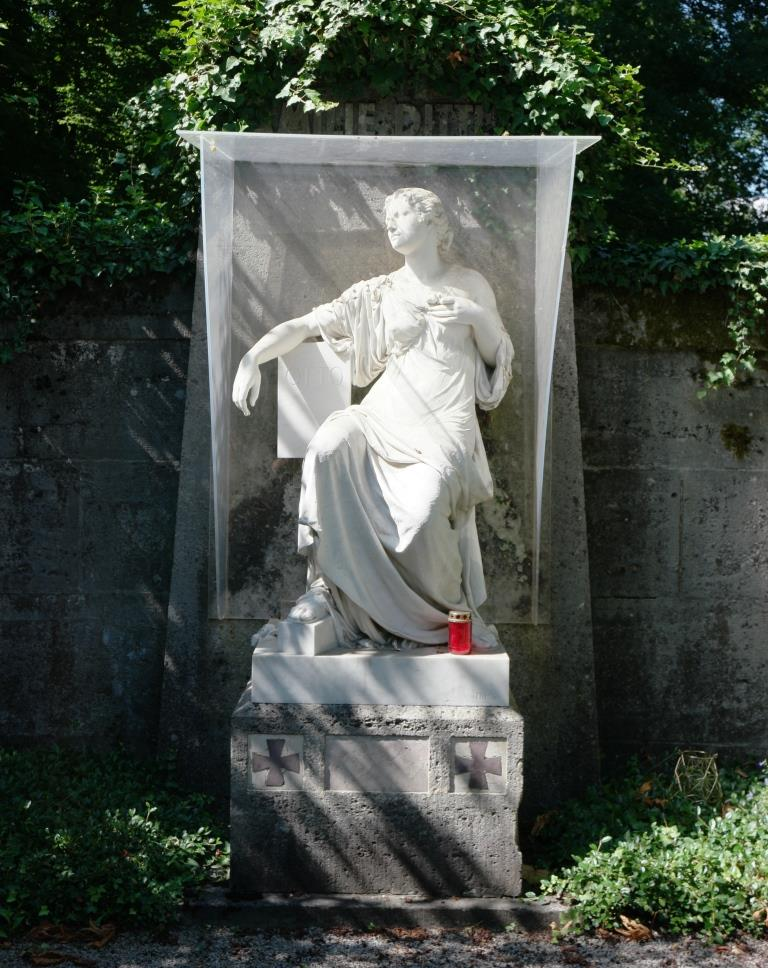
Grab von Emil Dittler auf dem Pforzheimer Hauptfriedhof

Emil Dittler (* 14. April 1868 in Pforzheim; † 19. Januar 1902 in München) war ein deutscher Bildhauer.

## Leben und Wirken

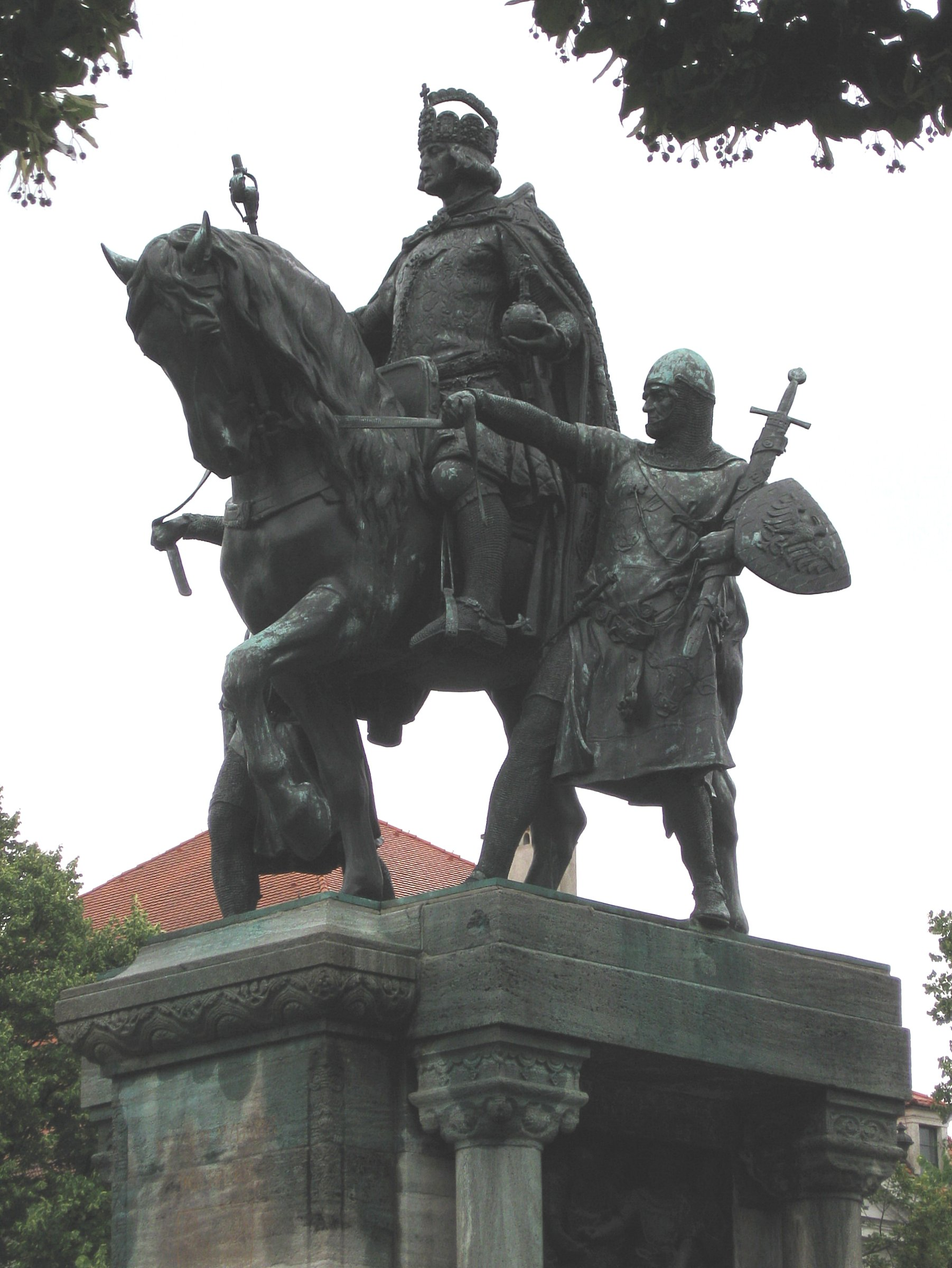
Reiterstandbild Kaiser Ludwigs des Bayern

Emil Dittler wurde als zweiter von fünf Söhnen eines Unternehmers in Pforzheim geboren und wuchs in der Pforzheimer Innenstadt auf. Zunächst machte er eine Lehre als Ziseleur und wechselte anschließend in die dortige Kunstgewerbeschule. Dort entdeckte er seinen Hang zur Bildhauerei. 1887 mit 19 Jahren wechselte Dittler auf die Kunstakademie München in die Klasse von Syrius Eberle, wo seine Mitschüler u. a. Josef Flossmann und Georg Wrba waren, die er durch seinen Ideenreichtum und seine Phantasie beeindruckte. Allerdings verließ er die Akademie nach nur einem Jahr wieder und wechselte 1893 für drei Jahre nach Florenz, um dort die Skulptur der italienischen Renaissance zu studieren. Dort fertigte er die „Trauernde“, eine Marmorskulptur für das Pforzheimer Grab seiner Familie.
Ab 1896 lebte und arbeitete Dittler als freier Künstler in München. Nach kurzer Zeit wurde er um die Jahrhundertwende als Künstler voll anerkannt und bekam viele Aufträge. Zu seinen Arbeiten zählen Grabmäler, Denkmäler und Brunnen. Darunter befanden sich das Pforzheimer Bismarck-Denkmal von 1900, das ursprünglich am Bahnhofplatz aufgestellt war. Auf dem Pforzheimer Hauptfriedhof befinden sich mehrere von ihm gestaltete Grabmäler.
Emil Dittler verstarb im frühen Alter von 33 Jahren und konnte deshalb zwei große Aufträge nicht mehr ausführen: ein Denkmal der britischen Königin Victoria, das in Indien aufgestellt werden sollte, und das von ihm entworfene Denkmal für Ludwig den Bayern, das sein Freund und Bildhauer-Kollege August Drumm (1862–1904) vollendete und das von Ferdinand von Miller 1905 gegossen wurde.

## Weitere Werke in Pforzheim
- Bichlerstein am Davosweg
- Dittlersches Familiengrab und weitere Grabmäler auf dem Hauptfriedhof
- Brunnenfigur „Melusine“, Abguss in der Pforzheim Galerie